# Enric Franch Miret
Enric Franch Miret   (Barcelona, 1943 - 31 de març de 2024) fou un dissenyador català.

## Biografia
Va iniciar la seva tasca professional el 1968. Ha estat membre de diferents associacions de disseny com l'ADP, l'ADI-FAD, el BEDA o la Design Research Society. Va ser vocal (1976-79) de la junta del FAD sota la presidència d'Antoni de Moragas.
Franch va dirigir DPC (Disseny i Produccions Culturals), estudi professional de disseny integral dedicat principalment al desenvolupament de treballs de conceptualització i de projectes de disseny per a la indústria privada i institucions públiques que operen en el sector de la cultura. També va col·laborar en nombroses publicacions i imparteix classes en diferents institucions. Va ser comissari de la Primavera del disseny el 1995 i el 1997. Franch va rebre nombrosos premis i entre els seus dissenys més representatius es troba el llum de taula Calder (1976). Frattini, Gianfranco Padova, Itàlia, 1926.